# Борис Волинов
Бори́с Валенти́нович Воли́нов (род. 18 декември 1934, Иркутск) е летец-космонавт на СССР, два пъти Герой на Съветския съюз.

## Кратка биография
Роден в Иркутск. През 1952 г. завършва средно училище. През 1953 г. е във военна авиационна школа, а след това, през 1956 г. е в Сталинградското (днес Волгоградско) военно авиационно училище за летци. След завършване на училището служи в авиационните части на Московския окръг по ПВО (летец, старши летец), летял на самолет МиГ-17. През март 1960 г. е зачислен в отряда на космонавтите (Група ВВС № 1). От 1970 г. е командир на отряда на слушателите-космонавти. През 1976 г. е назначен за заместник-командир на отряда на космонавтите, старши инструктор-космонавт (от 1982 г. – инструктор-космонавт-изпитател). От 1983 г. до 1990 г. е командир на отряда на космонавтите. През май 1990 г. е уволен в запаса по възраст и е отчислен от отряда на космонавтите. Така той установил абсолютен световен рекорд – 30 години служба в отряда на космонавтите. Той и неговата съпруга Тамара Фьодоровна живеят в Звездното градче (съседи на една площадка са с вдовицата на Юрий Гагарин – Валентина).

## Космически полети
Б. Волинов е в отряда на космонавтите от март 1960 г. Преминава пълния курс на подготовка за полети с кораби тип „Восток“. От ноември 1961 до август 1962 г. преминава подготовка по програмата на груповия полет с корабите „Восток-3“ и „Восток-4“.
През юни 1963 г. Б. Волинов е дубльор на Валери Биковски по време на полета на кораба „Восток 5“.
През 1964 г. преминава тренировка за полета на космическия кораб „Восход“ заедно с Борис Егоров.
През 1965 г. преминава тренировка като командир на екипажа на космическия кораб „Восход-3“, но през май 1966 г. полетът е отменен.
От септември 1966 до 1967 г. преминава теоретическа подготовка по програмата за облет на Луната с космическия кораб „Л-1“.
На 15 януари 1969 г. Б. Волинов извършва полет с космическия кораб „Союз 5“. По време на полета за първи път е осъществено скачване с другия космически кораб „Союз 4“. Двамата космонавти, Евгений Хрунов и Алексей Елисеев, излизат в открития космос и преминават в кораба „Союз 4“ под управлението на космонавта Владимир Шаталов. Корабите „Союз-4“ и „Союз-5“ се намират в скачено състояние 4 часа 35 минути. На 18 януари 1969 г. Б. Волинов се завръща на Земята с кораба „Союз-5“. По време на спуска не се отделя приборния отсека от спускаемия апарат на кораба. По тази причина спускът е балистически, с претоварване около 10 g, а не е управляем, когато претоварването е около три пъти по-малко. Корабът при спирането започва да се върти, и е имало риск за отварянето на парашута, което би могло да доведе до падане на спускаемия апарат с голяма скорост и неизбежна гибел на космонавта. За щастие това не става и при приземяването Волинов не получава сериезни травми.
След това за известно време е отстранен от полети. Но от 1974 отново е включван в съставите на дублиращи екипажи.
На 6 юли 1976 г. Борис Волинов извършва своя втори космически полет с кораба „Союз 21“ заедно с Виталий Жолобов. На следващия ден се скачват с орбиталната станция „Салют-5“. Това е първата експедиция на орбиталната станция „Салют-5“. Полетът продължава 49 денонощия и е прекратен във връзка с лошото здравословно състояние на В. Жолобов. На 24 август 1976 г. космонавтите се връщат на Земята.
| Полети и стартове, в които участва Борис Волинов                                        | Полети и стартове, в които участва Борис Волинов | Полети и стартове, в които участва Борис Волинов | Полети и стартове, в които участва Борис Волинов | Полети и стартове, в които участва Борис Волинов | Полети и стартове, в които участва Борис Волинов | Полети и стартове, в които участва Борис Волинов |
| Номер п/п                                                                               | Дата на старта                                   | Космически кораб                                 | Дата на кацане                                   | Космически кораб                                 | Длъжност                                         | Продължителност                                  |
| --------------------------------------------------------------------------------------- | ------------------------------------------------ | ------------------------------------------------ | ------------------------------------------------ | ------------------------------------------------ | ------------------------------------------------ | ------------------------------------------------ |
| 1                                                                                       | 15 януари 1969                                   | Союз 5                                           | 18 януари 1969                                   | Союз 5                                           | Командир                                         | 3 денонощия 0 часа 54 минути и 15 секунди.       |
| 2                                                                                       | 6 юли 1976                                       | Союз 21                                          | 24 август 1976                                   | Союз 21                                          | Командир                                         | 49 денонощия 6 часа 23 минути и 32 секунди.      |
| Обща продължителност на престоя в космоса – 52 денонощия 7 часа 17 минути и 47 секунди. |                                                  |                                                  |                                                  |                                                  |                                                  |                                                  |

## Награди
- Два пъти Герой на Съветския съюз (1969, 1976)
- Орден „За заслуги пред Отечеството“ – IV степен (2 март 2000) – за големи заслуги пред държавата в развитието на съветската пилотирана космонавтика[2]
- Два ордена „Ленин“ (1969, 1976)
- Орден „Червена звезда“ (1961)
- Орден „За служба на Родината във Въоръжените сили на СССР“ – III степен (1990)
- Медал „За отличие в охраната на държавната граница“ (1977) – за изпълнение програмата на полета на орбиталната станция „Салют-5“)
- Десет юбилейни медала
- Орден „Държавно знаме на УНР“ (ВНР, 1973)
- Медал „25 години народна власт“ (НРБ, 1969)
- Медал „За укрепване братството по оръжие“ (НРБ)
- Медал „100-години от Освобождението от османско иго“ (НРБ)
- Медал „Братство по оръжие“ (ПНР)
- Медал от Куба

## Семейство
- Женен, има син дъщеря.

## Примечания
1. ↑  „Российская газета“, 11 януари 2010 г.
2. ↑  Указ на Президента на Русия от 2 март 2000 г. № 457